# Liste lateinamerikanischer Soziologen
Diese Liste lateinamerikanischer Soziologen führt alle bedeutenden Soziologen Lateinamerikas nach Ländern unterteilt auf.

## Argentinien
- Inés Aguerrondo
- Juan Carlos Agulla
- Atilio Borón
- Norberto Ceresole
- Roberto Di Giano
- Carlos Escudé
- Norma Giarracca
- Horacio González
- Beatriz Gurevich
- José Ingenieros
- Marcos Novaro
- Vicente Palermo
- Alejandro Piscitelli
- Alfredo Poviña
- Mónica Rosenfeld
- Maristella Svampa

## Bolivien
- Silvia Rivera Cusicanqui
- Hugo C.F. Mansilla

## Brasilien
- Fernando Henrique Cardoso
- Manuel Diegues Junior
- Gilberto Freyre
- Emir Sader
- Theotônio dos Santos
- Nildo Viana

## Chile
- Eduardo Aquevedo Soto
- Clodomiro Almeyda Medina
- Manuel Antonio Garretón

## Costa Rica
- Daniel Camacho

## Ecuador
- Agustín Cueva

## Guatemala
- Eduardo Vélasquez Carrera

## Kuba
- Haroldo Dilla Alfonso
- Luis Suárez Salazar

## Mexiko
- Pablo González Casanova

## Panama
- Marco A. Gandásegui

## Peru
- Jordán Rosas Valdívia

## Puerto Rico
- Denis Maldonado

## Uruguay
- Geronimo de Sierra
- Isaac Ganón

## Venezuela
- Pedro Manuel Arcaya
- Joel Sangronis Padrón
- Maryclen Stelling